# Friis Hills
Die Friis Hills sind eine Gruppe von bis zu 1750 m hohen Hügeln im ostantarktischen Viktorialand. Sie erstrecken sich über eine Länge von 10 km an der Nordseite der Biegung des Taylor-Gletschers.
Das Advisory Committee on Antarctic Names benannte sie 1975 nach dem Geographen und Archivar Herman Ralph Friis (1905–1989), Leiter des Center for Polar Archives der den National Archives, der als Austauschwissenschaftler auf der japanischen Station auf der Ost-Ongul-Insel zwischen 1969 und 1970 tätig war und dem Advisory Committee on Antarctic Names von 1957 bis 1973 angehört hatte.